# Liste der Listen der Staatssymbole der Bundesstaaten der Vereinigten Staaten
Die folgenden Artikel enthalten Listen der Staatssymbole oder Staatsinsignien der Bundesstaaten der Vereinigten Staaten.
Die Staatssymbole gelten als Wahrzeichen der einzelnen Bundesstaaten und werden zum großen Teil offiziell ernannt.
| - Amphibien - Bäume - Blumen - Böden - Dinosaurier - Farben - Fische - Flaggen - Fossilien | - Früchte - Gedichte - Getränke - Gräser - Hunderassen - Insekten - Kfz-Kennzeichen - Krebstiere - Lebensmittel | - Lieder - Meeressäuger - Pferderassen - Reptilien - Säugetiere - Schmetterlinge - Spitznamen - Tänze - Vögel |